# Пархачов Дмитро Олександрович
Дмитро Олександрович Пархачов (біл. Дзмітрый Аляксандравіч Пархачоў; нар. 30 грудня 1984, Кобринь, Берестейська область, Білоруська РСР) — білоруський футболіст, півзахисник.

## Життєпис
Футболом розпочав займатися у 11-річному віці у рідному місті Кобринь. У 9-му класі його запросили до РУОРу. Пізніше грав за «Дніпро-Трансмаш». У вісімнадцять років підписав свій перший професіональйний контракт із мінським «Динамо». У 2004 році разом із «Динамо» виграв чемпіонат Білорусі. Потім грав за брестське «Динамо», разом із яким завоював Кубок Білорусі 2007. Через конфлікт із тренером залишив клуб.
2007 року потрапив у бакинський «Олімпік». Після грав за казахстанські клуби «Восток» та «Ордабаси». У грудні 2008 року побував на перегляді у «Ності», після чого підписав контракт із «Тоболом». Дмитро відіграв лише половину сезону, і пішов в інший казахстанський клуб «Жетису».
Після закінчення сезону 2011 року переходить в азербайджанський клуб «Кяпаз» з міста Гянджа. У чемпіонаті зіграв 26 матчів та відзначився 3 забитими голами. У червні 2012 року повернувся до Казахстану і підписав контракт із «Кайсаром» із Кизилорди.
У березні 2013 року повернувся до Білорусі, де став гравцем мозирської «Славії». У червні 2013 року покинув мозирський клуб і знову поїхав до Казахстану. Допоміг «Кайсару» виграти Першу лігу, але покинув команду в кінці сезону.
У січні 2014 року підписав контракт з «Атирау». У березні 2014 року отримав громадянство Казахстану, завдяки чому перестав вважатися легіонером у місцевому чемпіонаті. У січні 2016 року стало відомо, що «Атирау» не продовжуватиме контракт з нападником.
Незабаром після відходу з Атирау Дмитро підписав контракт з дебютантом білоруської Вищої ліги – клубом «Городея». У складі «Городея» зарекомендував себе як основний лівий півзахисник. У сезоні 2017 року почав рідше з’являтися в стартовому складі, часто виходячи на заміну в останні хвилини матчу. У сезоні 2018 року зіграв лише в п'яти матчах, вийшовши на заміну, а в червні 2018 року покинув клуб.
У липні 2018 року перейшов до «Крумкачів». Допоміг столичній команді в сезоні 2018 року вийти в Першу лігу. У січні 2019 року продовжив контракт з клубом, який змінив офіційну назву на НФК. У травні 2019 року після відставки головного тренера Олексія Кучука покинув команду одразу ж після нього.

## Особисте життя
Одружений з Дар'єю Пархачовою.

## Досягнення
- Білоруська футбольна вища ліга
  -  Чемпіон (1): 2004
  -  Срібний призер (1): 2005
- Кубок Білорусі
  -  Володар (1): 2006/07
- Прем'єр-ліга Азербайджану
  -  Фіналіст (1): 2007/08
- Перша ліга Казахстану
  -  Чемпіон (1): 2013